# Gymnopternus assimilis
Gymnopternus assimilis är en tvåvingeart som först beskrevs av Rasmus Carl Staeger 1842.  Gymnopternus assimilis ingår i släktet Gymnopternus, och familjen styltflugor. Arten är reproducerande i Sverige.